# Фоэ, Марк-Вивьен
Марк-Вивьен Фоэ (фр. Marc-Vivien Foé; 1 мая 1975, Яунде, Камерун — 26 июня 2003, Лион, Франция) — камерунский футболист, выступавший на позиции полузащитника. Известен по выступлениям за французские клубы «Ланс» и «Олимпик» (Лион) и за английские «Вест Хэм Юнайтед» и «Манчестер Сити», а также по играм за национальную сборную Камеруна. Фоэ скоропостижно скончался от сердечного приступа во время полуфинала Кубка конфедераций в 2003 году, а его смерть потрясла футбольный мир.

## Карьера игрока
Марк-Вивьен Фоэ родился 1 мая 1975 года в камерунской столице Яунде. Карьеру игрока он начинал в команде «Юнион Гаруа» из второго камерунского дивизиона. Позже Фоэ перешёл в клуб «Канон Яунде», один из крупнейших футбольных клубов страны, и выиграл с ним в 1993 году национальный кубок. В том же году национальная сборная Камеруна до 20 лет, которой руководил Жан Манга-Онгене отправилась на чемпионат мира в Австралию: в заявку из 18 человек попал и Марк-Вивьен. Он сыграл во всех трёх матчах сборной против России (поражение 0:2), Колумбии (поражение 2:3) и Австралии (победа 2:0). В игре против Колумбии Фоэ забил гол, а его сборная заняла 3-е место в группе, не выйдя в четвертьфинал. В том же году 23 сентября на стадионе Мемориал Колизеум в Лос-Анджелесе состоялся дебют Марка-Вивьена Фоэ в футболке главной сборной страны, когда он сыграл свою первую встречу против Мексики (победа 1:0).
В 1994 году в составе сборной Камеруна Фоэ выступал на чемпионате мира в США, сыграв все три матча в составе сборной Камеруна. Из-за финансовых проблем и недисциплинированной игры камерунцы и близко не показали той игры, какая позволила им 4 года тому назад выйти в четвертьфинал мундиаля в Италии. Камерунцы сыграли вничью против Швеции (2:2), проиграли Бразилии (0:3) и России (1:6). В игре против шведов Фоэ, однако, отметился голевой передачей.
После чемпионата мира Фоэ получил предложения от «Осера» и «Ланса», сделав выбор в пользу последнего («Ланс» играл во французской Лиге 1). Дебютный матч провёл 13 августа 1994 года против «Монпелье» (победа 2:1). За «Ланс» провёл 5 сезонов, выиграв в 1998 году чемпионат Франции. В том же 1998 году «Лансу» предложили продать Фоэ в «Манчестер Юнайтед» за 3 миллиона фунтов стерлингов, но французский клуб отклонил предложение «красных дьяволов», а после того как на сборах к чемпионату мира, который должен был пройти во Франции, Фоэ получил тяжёлую травму ноги и вынужден был пропустить Кубок мира, все переговоры прекратились окончательно.
В январе 1999 года после своего возвращения в строй Фоэ перешёл в стан команды «Вест Хэм Юнайтед» за рекордные по тем временам для клуба 4,2 миллиона фунтов стерлингов. За «молотобойцев» он отыграл 38 матчей, забив гол в игре АПЛ против «Шеффилд Уэнсдей» и отличившись в матче Кубка УЕФА 1999/2000 против «Осиек».
В мае 2000 года Фоэ, выигравший в том году со сборной Камеруна Кубок африканских наций, вернулся во Францию, перейдя в «Лион», но большую часть пропустил из-за малярии. В 2001 году он выиграл с командой Кубок лиги, а в 2002 году стал чемпионом страны. В том же году он, выиграв с командой Камеруна второй в своей карьере Кубок африканских наций, был включён в заявку на чемпионат мира в Корее и Японии: команда набрала 4 очка, выиграв у Саудовской Аравии, сыграв вничью с Ирландией и проиграв Германии, но из группы не вышла.
В сезоне 2002/2003 Фоэ отправился выступать на правах аренды за «Манчестер Сити»: «горожанам» аренда обошлась в 550 тысяч фунтов стерлингов. Дебютный матч для Фоэ выпал на первый тур АПЛ, когда команда Кевина Кигана разгромно проиграла «Лидс Юнайтед» со счётом 0:3. Фоэ сыграл в 38 встречах из 41 в том сезоне, а первый гол за клуб забил 9 декабря 2002 года на «Стэдиум оф Лайт» в ворота «Сандерленда». В январе он отличился ещё пять раз, а 21 апреля 2003 года забил последний в истории стадиона «Мэйн Роуд» гол и свой второй в матче против «Сандерленда» (победа 3:0).

## Личная жизнь
Марк-Вивьен был женат на девушке по имени Мари-Луиз, они воспитывали сына Марка-Скотта. Фоэ был верующим римско-католической церкви и передавал большие суммы средств от своего заработка на благотворительность; характеризовался как душа компании и жизнерадостный человек с чувством юмора. Он также был вегетарианцем и никогда не употреблял спиртного; свои голы отмечал танцами.
Его сын Марк-Скотт в ноябре 2015 года оказался на скамье подсудимых: в его отношении было возбуждено уголовное дело по факту нападения на священника Люка Бике в Лионе. Марк-Скотт со своим сообщником Софьяном Бардо, уроженцем Лиона и рано оставшимся без отца, сговорились ограбить священнослужителя, когда тот собирался домой. Они заковали его в наручники и избили рукоятью пистолета, однако никакой крупной суммы денег не обнаружили. Обвинение настаивало на 8 годах тюрьмы в отношении Марка-Скотта и 12 годах в отношении Бардо; защита настаивала на смягчающих обстоятельствах в виде психического расстройства у Марка-Скотта в связи с тем, что он не смирился с ранней смертью отца (к тому же в Англии он подвергся избиению некими бандитами), и в виде снятия священником претензий к обвиняемым. В итоге Марк-Скотт получил в 2018 году 5 лет тюрьмы.

## Смерть
Фоэ был включён в заявку сборной Камеруна на Кубок конфедераций 2003 года, который прошёл во Франции. За сборную на групповом этапе он сыграл в матчах против Бразилии и Турции (в обеих встречах Камерун победил со счётом 1:0), а в игре против США не выходил (ничья 0:0). 26 июня 2003 года Камерун играл против Колумбии на стадионе «Стад де Жерлан» в Лионе, и Марк-Вивьен вышел в стартовом составе — сборная Камеруна отличилась уже на 9-й минуте и сохранила этот счёт до финального свистка.
На 72-й минуте игры он, находясь в центральном круге, внезапно упал на газон: непосредственно рядом не было никого из других игроков. Врачи предприняли попытку вернуть игрока в сознание, однако безуспешно: его унесли на носилках с поля, а его на поле заменил Валери Мезаге. Пострадавшему игроку врачи сделали искусственное дыхание и надели кислородную маску. После 45 минут сердце снова забилось, и Марка-Вивьена доставили в больницу рядом со стадионом, но спасти жизнь игрока не удалось, и он вскоре скончался.
Первое вскрытие не принесло никаких результатов, и сразу определить причину смерти не удалось. Но со второй попытки врачи установили, что Фоэ погубила гипертрофическая кардиомиопатия — наследственное заболевание сердечно-сосудистой системы, которое может во время выполнения физических упражнений привести к внезапной смерти игрока. Сердечный приступ, случившийся во время матча против Колумбии, стал роковым для Фоэ. Тренер сборной Камеруна Винфрид Шефер позже рассказывал, что хотел заменить Фоэ за считанные минуты до трагедии, заметив, что игрок выглядел уставшим, однако Марк-Вивьен знаками показал, что будет играть дальше. Супруга Марка-Вивьена, Мари-Луиз, говорила, что у Фоэ незадолго до игры были диагностированы дизентерия и проблемы с желудком, однако Марк-Вивьен отказывался пропускать встречу, мотивируя это тем, что мечтал сыграть за сборную Камеруна на стадионе Лиона, ставшего для него родным городом.

## Память
Смерть Марка-Вивьена Фоэ стала шоком для футбольного мира: соболезнования родным и близким игрока выражали игроки, тренеры, болельщики, клубы, официальные лица и журналисты. Уже во втором полуфинальном матче между Францией и Турцией, который завершился победой французов со счётом 3:2, Тьерри Анри, забив гол в ворота турок, отпраздновал его, подняв палец к небу и тем самым отдав дань памяти Марка-Вивьена Фоэ. То же самое сделали и другие игроки в том матче. Финальный матч Кубка состоялся 29 июня между Камеруном и Францией и завершился победой французов 1:0. Перед началом встречи капитаны обеих сборных (Ригобер Сонг от Камеруна и Марсель Десайи от Франции) вынесли большой портрет Фоэ на поле. После игры камерунцы совершили три круга с портретом по стадиону. На церемонии награждения французы и камерунцы собрались вместе, держа портрет Фоэ: его также посмертно наградили серебряной медалью.
7 июля 2003 года Фоэ был похоронен с государственными почестями в городе Яунде рядом со спортивным комплексом, где проходили подготовку молодые футболисты. Похороны транслировались на государственном телевидении. Указом президента страны Поля Бийя Марк-Вивьен Фоэ был посмертно произведён в командоры национального ордена Доблести. Марку-Вивьену Фоэ были установлены несколько мемориалов: в Манчестере рядом со стадионом «Этихад» и в Лионе на стене стадиона «Стад Жерлан». По предложению клуба «Ланс» улица недалеко от арены «Боллар-Делелис» была переименована в честь Фоэ. Позже все три клуба изъяли из обращения игровые номера: «Лион» и «Ланс» изъяли из оборота номер 17, а «Манчестер Сити» — номер 23. Однако в 2008 году камерунец Жан Макун уговорил «Лион» отдать ему номер 17, заявив, что он будет носить эту футболку в первую очередь «в память о Марке и во имя всего славного Камеруна».
В 2009 году перед началом финальной встречи Кубка конфедераций между США и Бразилии с речью выступил 14-летний сын Марка-Вивьена, Марк-Скотт. Ещё до этого ходили слухи о том, чтобы присвоить турниру Кубка конфедераций имя Марка-Вивьена Фоэ, что, однако, осталось на уровне слухов.

## Статистика

### Клубная
| Выступления в клубе | Выступления в клубе | Выступления в клубе | Чемпионат | Чемпионат | Кубок         | Кубок         | Кубок лиги | Кубок лиги | Континентальный кубок | Континентальный кубок | Итого | Итого |
| Сезон               | Клуб                | Лига                | Игры      | Голы      | Игры          | Голы          | Игры       | Голы       | Игры                  | Голы                  | Игры  | Голы  |
| Франция             | Франция             | Франция             | Чемпионат | Чемпионат | Кубок Франции | Кубок Франции | Кубок Лиги | Кубок Лиги | Еврокубки             | Еврокубки             | Итого | Итого |
| ------------------- | ------------------- | ------------------- | --------- | --------- | ------------- | ------------- | ---------- | ---------- | --------------------- | --------------------- | ----- | ----- |
| 1994/1995           | Ланс                | Дивизион 1          | 15        | 3         |               |               |            |            |                       |                       | 15    | 3     |
| 1995/1996           | Ланс                | Дивизион 1          | 19        | 2         |               |               |            |            |                       |                       | 19    | 2     |
| 1996/1997           | Ланс                | Дивизион 1          | 28        | 2         |               |               |            |            |                       |                       | 28    | 2     |
| 1997/1998           | Ланс                | Дивизион 1          | 18        | 2         |               |               |            |            | 0                     | 0                     | 18    | 2     |
| 1998/1999           | Ланс                | Дивизион 1          | 5         | 2         |               |               |            |            | 1                     | 0                     | 6     | 2     |
| Англия              | Англия              | Англия              | Чемпионат | Чемпионат | Кубок Англии  | Кубок Англии  | Кубок лиги | Кубок лиги | Еврокубки             | Еврокубки             | Итого | Итого |
| 1998/1999           | Вест Хэм Юнайтед    | АПЛ                 | 13        | 0         | 0             | 0             | 0          | 0          | 0                     | 0                     | 13    | 0     |
| 1999/2000           | Вест Хэм Юнайтед    | АПЛ                 | 25        | 1         | 1             | 0             | 3          | 0          | 3                     | 1                     | 32    | 2     |
| Франция             | Франция             | Франция             | Чемпионат | Чемпионат | Кубок Франции | Кубок Франции | Кубок Лиги | Кубок Лиги | Еврокубки             | Еврокубки             | Итого | Итого |
| 2000/2001           | Лион                | Дивизион 1          | 25        | 1         | 3             | 0             | 3          | 0          | 8                     | 1                     | 39    | 2     |
| 2001/2002           | Лион                | Дивизион 1          | 18        | 2         | 0             | 0             | 0          | 0          | 8                     | 0                     | 26    | 2     |
| Англия              | Англия              | Англия              | Чемпионат | Чемпионат | Кубок Англии  | Кубок Англии  | Кубок лиги | Кубок лиги | Еврокубки             | Еврокубки             | Итого | Итого |
| 2002/2003           | Манчестер Сити      | АПЛ                 | 35        | 9         | 1             | 0             | 2          | 0          | 0                     | 0                     | 38    | 9     |
| Страна              | Франция             | Франция             | 128       | 14        | 3             | 0             | 3          | 0          | 17                    | 1                     | 151   | 15    |
| Страна              | Англия              | Англия              | 73        | 10        | 2             | 0             | 5          | 0          | 3                     | 1                     | 83    | 11    |
| Итого               | Итого               | Итого               | 201       | 24        | 5             | 0             | 8          | 0          | 20                    | 2                     | 234   | 26    |

### В сборной
Ниже приведены все игры за сборную Марка-Вивьена Фоэ, по данным RSSSF.
| Сборная | Год   | Игры | Голы |
| ------- | ----- | ---- | ---- |
| Камерун |       |      |      |
| 1993    | 2     | 0    |      |
| 1994    | 6     | 0    |      |
| 1995    | 2     | 1    |      |
| 1996    | 4     | 0    |      |
| 1997    | 6     | 0    |      |
| 1998    | 5     | 0    |      |
| 1999    | 2     | 0    |      |
| 2000    | 8     | 3    |      |
| 2001    | 9     | 2    |      |
| 2002    | 14    | 2    |      |
| 2003    | 4     | 0    |      |
| Итого   | Итого | 62   | 8    |

### Голы за сборную
В таблице первыми перечислены голы сборной Камеруна.
| Номер | Дата            | Стадион                                   | Игра по счёту | Противник    | Счёт после гола | Итоговый счёт | Турнир                                      |
| ----- | --------------- | ----------------------------------------- | ------------- | ------------ | --------------- | ------------- | ------------------------------------------- |
| 1     | 24 декабря 1995 | Стад Ахмаду Ахиджо, Яунде, Камерун        | 10            | Либерия      | 1:0             | 1:0           | Товарищеский матч                           |
| 2     | 22 января 2000  | Спортивный стадион Аккры, Аккра, Гана     | 28            | Гана         | 1:0             | 1:1           | Кубок африканских наций 2000                |
| 3     | 6 февраля 2000  | Спортивный стадион Аккры, Аккра, Гана     | 31            | Алжир        | 2:0             | 2:1           | Кубок африканских наций 2000                |
| 4     | 19 апреля 2000  | Стад Ахмаду Ахиджо, Яунде, Камерун        | 34            | Сомали       | 2:0             | 3:0           | Чемпионат мира 2002 (отборочный турнир КАФ) |
| 5     | 1 июля 2001     | Стад Ахмаду Ахиджо, Яунде, Камерун        | 42            | Того         | 2-0             | 2-0           | Чемпионат мира 2002 (отборочный турнир КАФ) |
| 6     | 14 июля 2001    | Стадион Независимости, Лусака, Замбия     | 43            | Замбия       | 1:0             | 2:2           | Чемпионат мира 2002 (отборочный турнир КАФ) |
| 7     | 7 января 2002   | Стадион 4 августа, Уагадугу, Буркина-Фасо | 45            | Буркина-Фасо | 1:0             | 3:1           | Товарищеский матч                           |
| 8     | 7 февраля 2002  | Стадион 26 марта, Бамако, Мали            | 51            | Мали         | 3:0             | 3:0           | Кубок африканских наций 2002                |

## Титулы и достижения

### Клубные
- Чемпион Франции (2): 1997/98 (Ланс), 2001/02 (Лион)
- Обладатель Кубка Французской Лиги (2): 1998/99 (Ланс), 2000/01 (Лион)
- Обладатель Кубка Камеруна: 1993 (Канон Яунде)

### В сборной
- Победитель Кубка африканских наций (2): 2000, 2002
- Серебряный призёр Кубка конфедераций: 2003 (посмертно)
- Обладатель Бронзового мяча Кубка конфедераций (1): 2003 (посмертно)[36]